# 鼻下長紳士回顧録
『鼻下長紳士回顧録』（びかちょうしんしかいころく）は、安野モヨコによる日本の漫画。
『FEEL YOUNG』（祥伝社）において、2013年12月号から2018年4月号まで連載された。
20世紀初頭、フランス・パリの娼館を舞台にした作品。主人公コレットや情夫レオン、そして娼館を訪れる客たちの、愛と欲望に彩られた人間模様を描く。

## 内容
コレットは、パリの売春宿「メゾン・クローズ（閉じた家）」に暮らす娼婦。夜ごとに客を取らされ、同僚と2人でベッドを分けあって眠る、不自由な生活を送っている。窮屈な日々の安らぎは、豪奢な食事や絢爛たる服飾、そして想いを寄せるレオンとの逢瀬……。
「この世の大抵のことは、そういうプレイだって思えばしのげる」―狂乱の舞台と現実を日夜、行き来するコレット。美しい彼女の元には今日も、変態的な性癖を持つ“鼻下長紳士”が集まるのだった。

## 登場人物
コレット
主人公。メゾン・クローズに暮らす娼婦。
レオン
コレットの思い人の青年。

## 書誌情報
- 上巻（2015年10月8日発売）ISBN 978-4396766566
- 下巻（2019年1月25日発売）ISBN 978-4396767587

## 日本アニメ（ーター）見本市
日本アニメ（ーター）見本市の第23話として2015年5月22日に公開された。制作はコルク、音楽は鷺巣詩郎。

## ミュージカル
2020年10月20日に、ブロードウェイでミュージカル化されることが発表された。